# Francisca Josefa del Castillo
Francisca Josefa del Castillo (1671, Tunja – 1742) fou una escriptora colombiana de pares espanyols. Entrà al convent de Santa Clara de Tunja. El seu pare es mostrava contrari, però dins del convent, i amb el suport dels confessors, la seva filla va escriure i no va deixar-ho durant la seva vida de monja encara que no era ben vist. Mitjançant el confessor els seus escrits arribaven a la família i després de la seva mort es van publicar. Les seves proses eren senzilles i clares. Les seves obres biogràfiques tenen una singularitat místiques com l'obra Vida de la Venerable Madre Francisca Josefa de la Concepción escrita per ella, de l'any 1817, Sentimientos espirituales de la Venerable Madre Francisca Josefa, de l'any 1843.